# راژداگینگا
راژداگینگا (به صربی: Raždaginja) یک منطقهٔ مسکونی در صربستان است که در سینیتسا واقع شده‌است. راژداگینگا ۴۱۸ نفر جمعیت دارد.